# يوبتون بي تشستر (تشيشير)
يوبتون بي تشستر (بالإنجليزية: Upton by Chester)‏ هي قرية وأبرشية مدنية تقع في المملكة المتحدة في إنجلترا. يقدر عدد سكانها بـ 7,800 نسمة .